# Ceraceopsis
Ceraceopsis is een monotypisch geslacht van schimmels. Het is nog niet met zekerheid in een familie ingedeeld (Incertae sedis). Het bevat alleen de soort Ceraceopsis verruculosa.